# F3-FB1
F3-FB1 is een olie- en gasproductieplatform van de NAM/Shell. Het is gebouwd in 1993. Het station ligt midden in de Noordzee, circa 200 km ten noorden van Nederland.
De constructie bestaat uit twee platformen, namelijk een accommodatieplatform (AP) en een productieplatform (PP). Tussen beide platformen bevindt zich een brug van 60 meter en beide platforms zijn voorzien van een reddingssloep. De gewonnen olie of condensaat wordt in een gravity based structure (GBS, een betonnen platform op de zeebodem) opgeslagen, en het gas gaat via een 260 kilometer lange pijpleiding naar wal.
Ook wordt het platform door het KNMI als weerstation gebruikt. Het station ligt volgens verschillende bronnen tussen de 25 en de 50 meter boven NAP. Nadat op 6 januari 2009 het station geen weergegevens meer doorgaf is dit opnieuw opgestart op 9 november 2009. Dit station heeft METAR-code EHFD.

## Constructie
De GBS werd ontworpen door Hollandsche Beton- en Waterbouw (HBW) en Van Hattum en Blankevoort en door hen in 1992-93 gebouwd bij Verolme Botlek. De GBS werd in de zomer van 1993 naar locatie gesleept en geplaatst.
Het conceptontwerp van het dek werd door de NAM zelf uitgevoerd, waarna Fluor Daniel het detailontwerp uitvoerde. De Hermod plaatste daarna het dek op de GBS en installeerde naast dit productieplatform ook het accommodatieplatform.